# 이오누츠 네델체아루
이오누츠 네델체아루(루마니아어: Ionuț Nedelcearu, 1996년 4월 25일 ~ )는 루마니아의 축구 선수로 현재 러시아 프리미어리그의 아크론 톨랴티와 루마니아 국가대표팀에서 센터백으로 활약하고 있다.

## 구단 경력

### 디나모 부쿠레슈티
네델체아루는 7세의 나이로 디나모 부쿠레슈티 유소년팀에 입단했다. 리저브 소속으로 뛰다가 2013년 10월 31일 17세의 킨디아 트르고비슈테와의 쿠파 로므니에이 경기에서 1군 데뷔 전을 치렀다. 그해 12월 13일, 그는 폴리 티미쇼아라와의 안방 경기에서 4-0 승리를 거두며 첫 리가 I 경기 출전을 기록했다.
2015년 10월 28일, 판두리 트르구지우와의 원정 경기에서 디나모 부쿠레슈티 소속으로 첫 골을 넣었고, 이 경기에서 그는 자신의 골을 넣었다.

### 우파
2018년 2월 15일, 네델체아루는 러시아 프리미어리그의 우파와 3년 6개월 계약을 맺었다. 2019년 여름, 언론은 로마와 제니트 상트페테르부르크를 포함한 몇몇 팀들이 그의 영입에 관심을 보였다고 보도했다.

### AEK 아테네
2020년 10월 5일, 네델체아루는 수페르리가 엘라다 클럽 AEK 아테네와 4년 계약을 맺었다. 2020년 11월 1일, 그는 첫 골을 넣었고, 결국 OFI와의 안방 경기에서 2-1 동점골을 넣었다.

### 크로토네
2021년 7월 16일, 그는 120만 유로의 이적료에 3년 계약으로 이탈리아의 크로토네로 이적했다.

### 팔레르모
2022년 7월 27일, 크로토네가 세리에 C로 강등된 후, 네델체아루는 세리에 B 클럽 팔레르모와 3년 계약을 체결했다. 그는 토리노와의 코파 이탈리아 32번째 결승전에서 팔레르모에서 데뷔했다.

## 국가대표팀 경력
2018년 3월 27일, 네델체아루는 1-0으로 이긴 스웨덴과의 경기에서 83분 교체 투입되어 루마니아 국가대표팀 데뷔 전을 치렀다.
2024년 6월 7일, 그는 UEFA 유로 2024에 참가할 루마니아 국가대표팀에 선발되었지만, 어떤 경기에도 출전하지 못했다.